# Ouidah I
Ne doit pas être confondu avec Ouidah II ou Ouidah III.
Ouidah I est l'un des dix arrondissements de la commune de Ouidah dans le département de l'Atlantique au Bénin,.

## Géographie
Ouidah I est situé au Sud-ouest du Bénin et compte 08 villages que sont,: 
1. Abatta
2. Agbessikpè Djika
3. Dangbéhouè
4. Oké-Agbèdè
5. Sogbadji
6. Zomaï
7. Zomaï-Kpota
8. Zoungbodji Centre

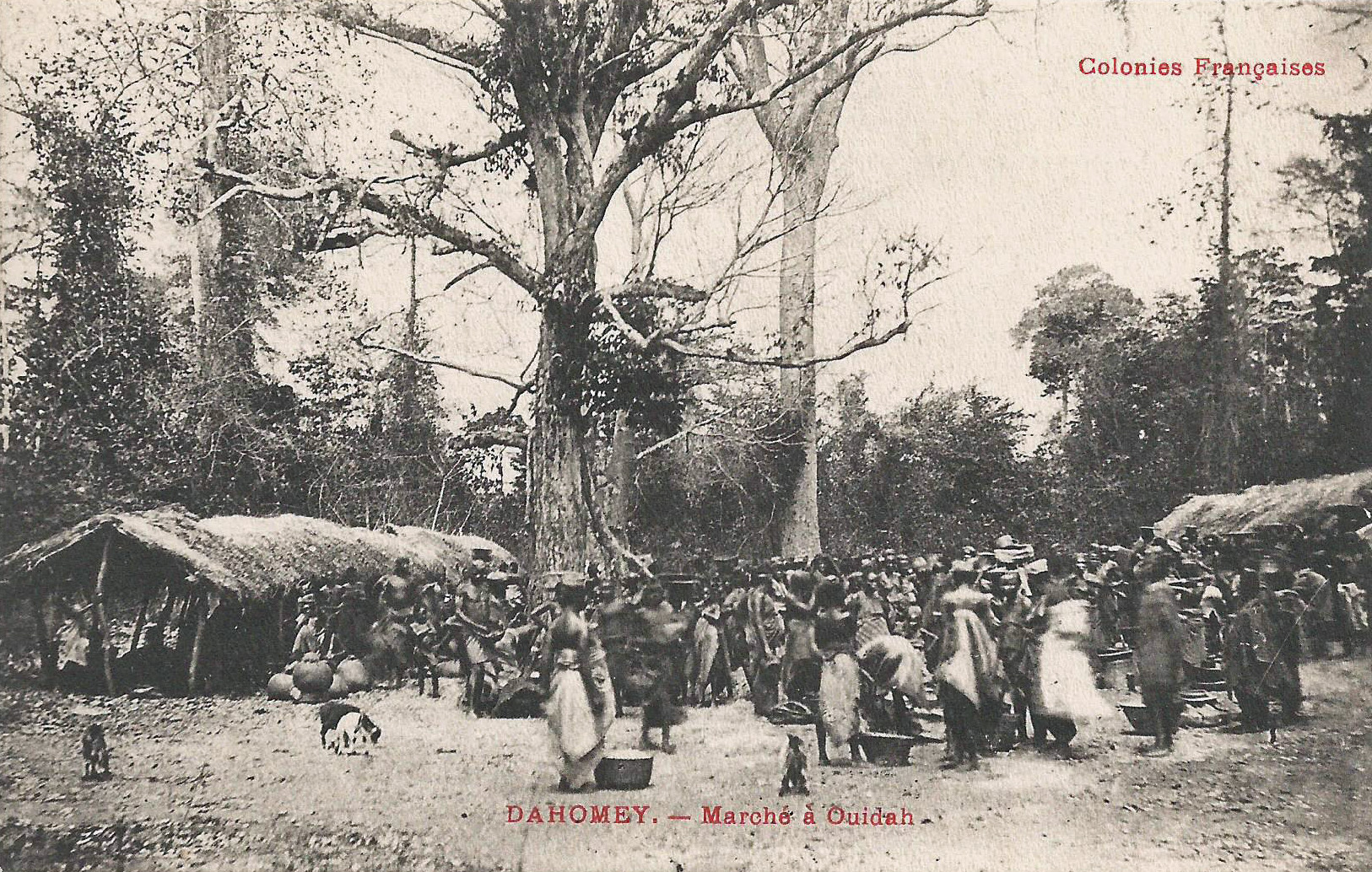
Marché à Ouidah (Dahomey).
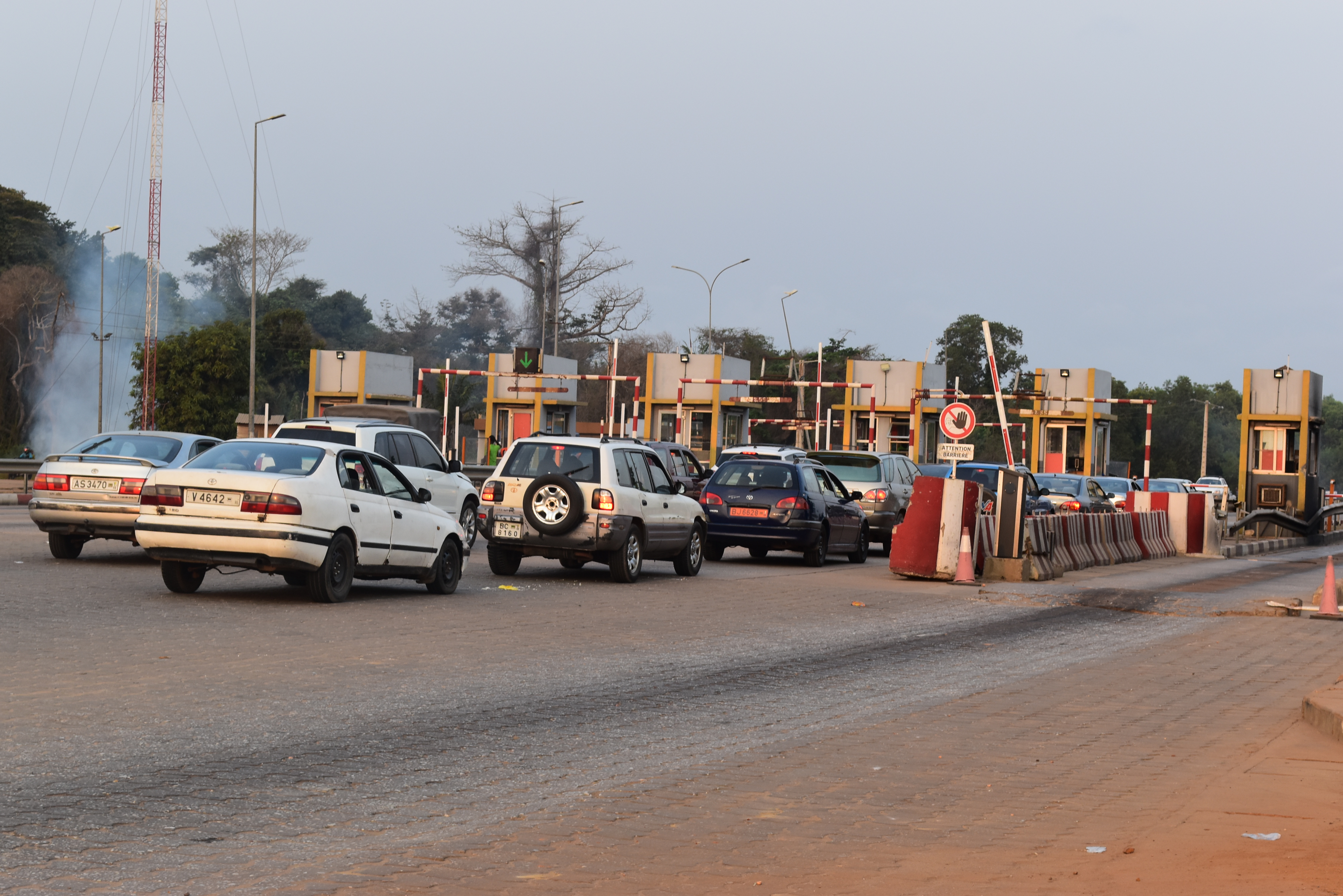
Pont péage d'Ahozon de Ouidah au Bénin.
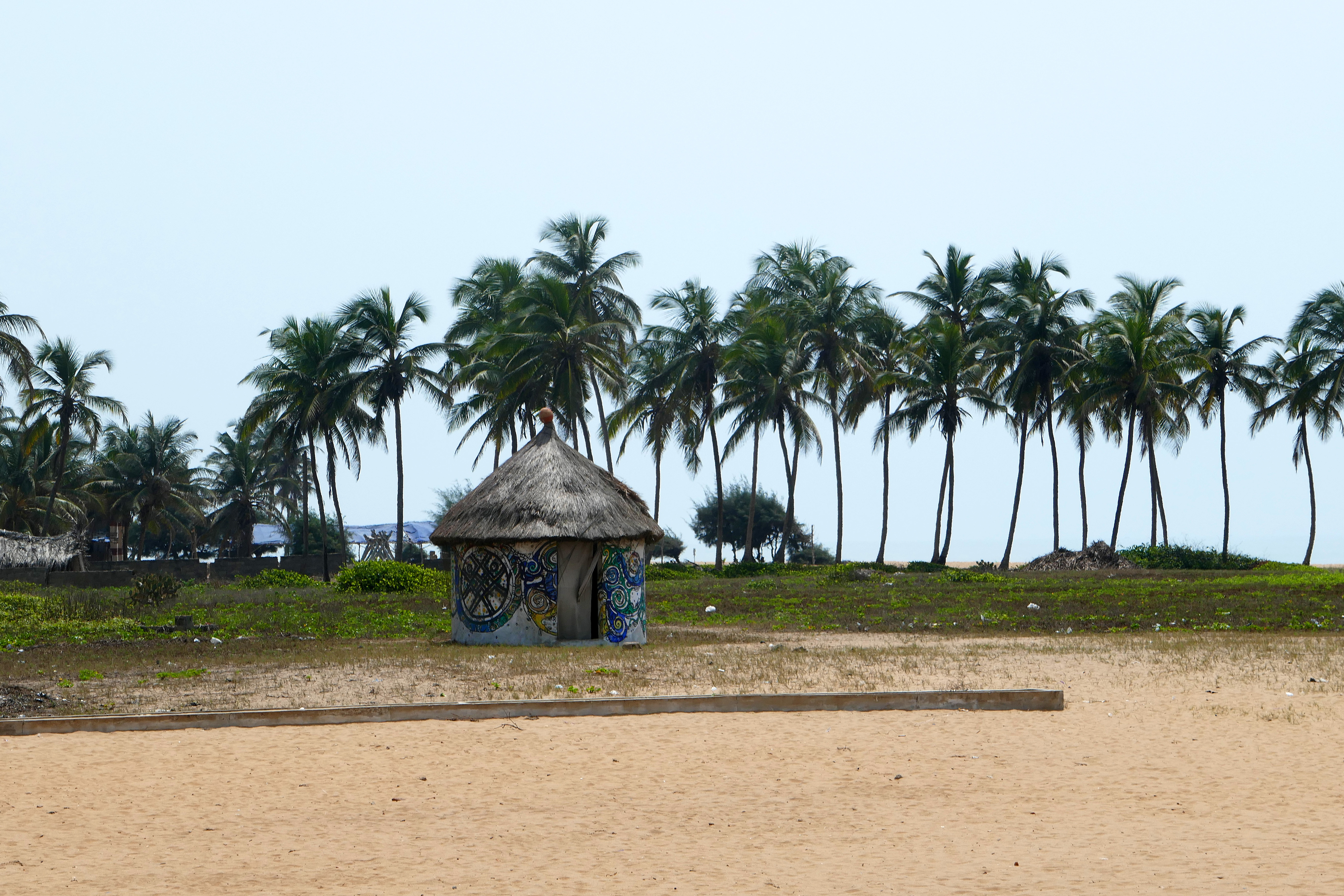
Ouidah-Petit temple vaudou.
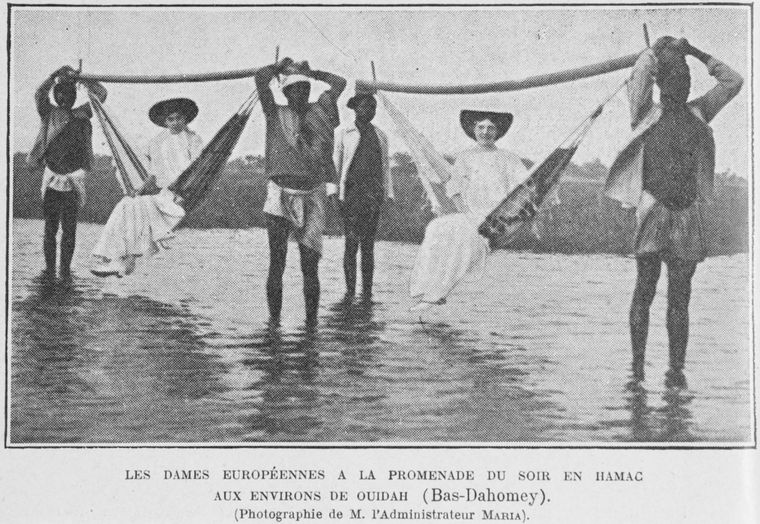
Dames européennes-Ouidah.

## Démographie
Selon le recensement de la population de 2013 conduit par l'Institut national de la statistique et de l'analyse économique (INSAE), Ouidah I compte 2091 ménages avec 9 224 habitants,.